# Teddy Vork
Teddy Vork (født 1977 i Esbjerg) er en dansk forfatter, cand.mag. i engelsk og litteraturvidenskab, der debuterede i 2008 med novellesamlingen Hvor skyggen falder.

### Noveller
- Frederik og Snemanden - i Himmelskibet nr. 12 (2006/2007)
- Delilas lokker – i antologien Horror.dk (2008)
- En helt forkert kiste – i Himmelskibet nr. 16 (2008)
- Isolde - i antologien Velkommen til dybet: 13 gyserhistorier (2011)
- Mare, mare minde - i antologien Til deres dages ende : ny dansk fantasy 2012 (2012)
- De rette omgivelser - i antologien Vampyr (2013)
- Den usynlige verdens undere - i antologien Pix (2013)